# Keresztelő Szent János-templom (Felsőszölnök)
A Felsőszölnöki Keresztelő Szent János-templom római katolikus kegyhely a Vas vármegyei Felsőszölnök községben, a Vendvidéken. Egy másik, monumentális 18. századi barokk templom található a közelben Apátistvánfalván, egy másik pedig Alsószölnökön.

## Története
A templom helyén már 1377-ben állt a Keresztelő Szent János tiszteletére emelt keresztelőkápolna.
Az 1620-as években a terület Poppel Lászlóné Salm Margit birtoka volt; az egyházi teendőket egy Vitus nevű prédikátor látta el.
Az 1628-as csepregi zsinaton Medvedovics Mihály lelkész képviselte a falut, majd 1646 és 1651 között Donkóczi Miklós.
1627-ben a gyülekezet Szölnök, Martinya (ma: Martinje, Szlovénia) és Türké (ma: Trdkova, Szlovénia) falvakból állt. A parókiához öt zsellér is tartozott, akik minden héten igavonó állatokkal fél nap, míg azok nélkül egy-egy nap robotot szolgáltak a lelkész földjén, rétjén vagy szőlőjén. A templom vagyonához tartozott egy ezüstkehely, illetve kisebb pénzösszeg, melyért a helyi céhmester felelt.
1717-ben a templomot visszavették az evangélikusoktól, és a községet rekatolizálták.
A templomot 1794-ben felújították, az orgona javítására 1832-ben kerítettek sort.
1898-ban Lewisch Róbert, szentgotthárdi oltárépítő mester elkészítette az új oltárt, melyen egy Jézus-szobor, két hármas gyertyatartó, két imádó angyal és egy kereszt kapott helyet.
1898. szeptember 23-án, Erzsébet királyné temetésének napján tartották az első magyar nyelvű szentmisét: a misézés addig és utána is vend nyelven folyt.
1938-ban újjáépítették az épületet az akkori plébános, Kühár János vezetésével. Az építkezést, illetve a felszentelést fényképeken is megörökítették.
Az új főoltárképet 1967-ben festették meg.

## Kialakítás
A templomban lévő szobrok: Keresztelő Szent János, Jézus szíve és Mária szíve, Szent István, Szent László.
A templomot a 34. Eucharisztikus világkongresszus évében építették újra, így a főmennyezet képeinek témáját is az Oltáriszentség köréből választották: az utolsó vacsora, a kánai menyegző, az első áldozás, az úrnapi körmenet jelennek meg.
A főoltárképen Jézus halála szerepel. A régi templomból megmaradt nagy festményen a napkeleti bölcsek imádják a kis Jézust.

## Lelkipásztorok
- 1605 körül: Vernjek Iván
- 1620-as évek eleje: Vitus prédikátor
- 1601 előtt – 1635 és 1639 között: Medvedovics Mihály
- 1635 és 1640 között – 1651: Donkóczi Miklós
- 1755–1759: Hánsék János
- 1759–1762: Czipoth Mátyás
- 1769–1776: Hüll István
- 1776–1789: Czvetán Mátyás
- 1790–1800: Marits János
- 1808: Koszednár Ferenc
- 1808–1829: Fliszár Mátyás
- 1829–1867: Kossics József
- 1868–1894: Kodela Péter
- 1894–1913: Persa Iván
- 1915–1928: Tüll Géza
- 1928-1936: Kósz Vince[1]
- 1936–1987: Kühár János
- 1993–2001: Bencze Sándor
- 2001–2010: Merkli Ferenc
- 2010– Tóth Tibor

## Érdekességek
- A templomhoz tartozó plébániaház utolsó lakója Kühár János volt. A házat új tulajdonosa szállóként üzemelteti, az épület földszintjén egyháztörténeti kiállítást nyitottak, melyet bárki megtekinthet.
- 1993-tól magyar plébánosa volt a falunak, így a szlovéniai Martinjéből járt át Ivan Camplin szlovén plébános, aki a szlovén szentmisét közvetlenül a magyar után tartotta.
- Ebből az egyházközségből is kikerült több pap, így Hánsék János, aki 1751-1755 között még káplán is volt itt, vagy Hánsék Imre, aki Küzmics Miklós után a második tótsági esperes lett.

## Galéria

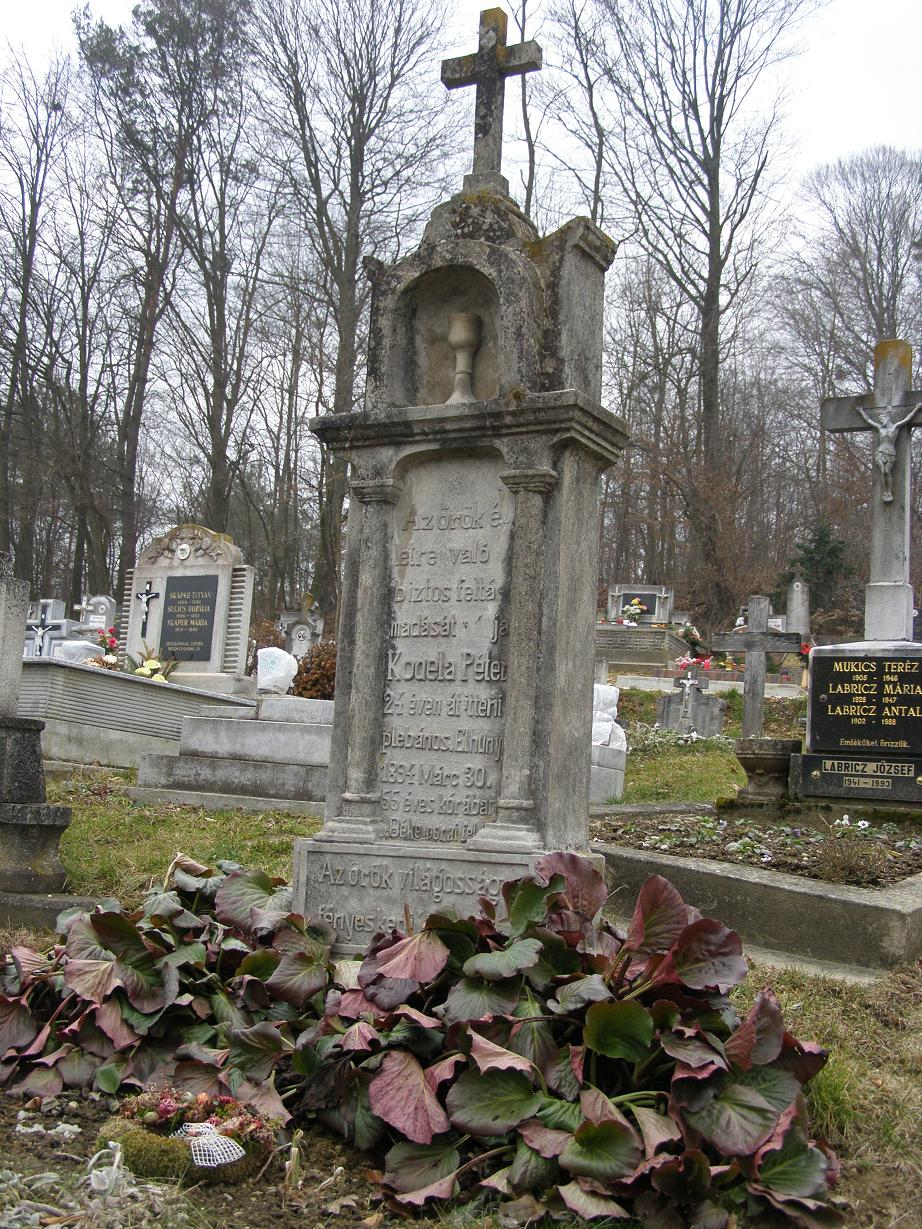
Kodela Péter egykori plébános sírja a temetőben
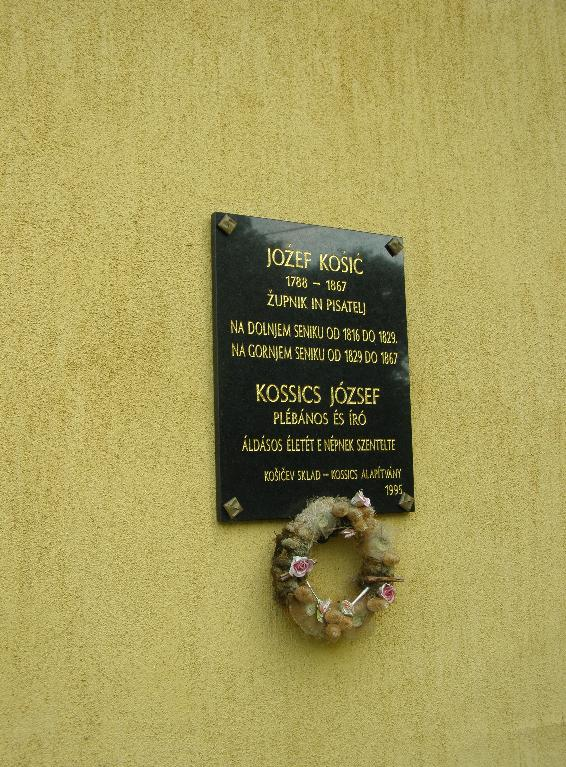
Kossics József emléktáblája a templom falán
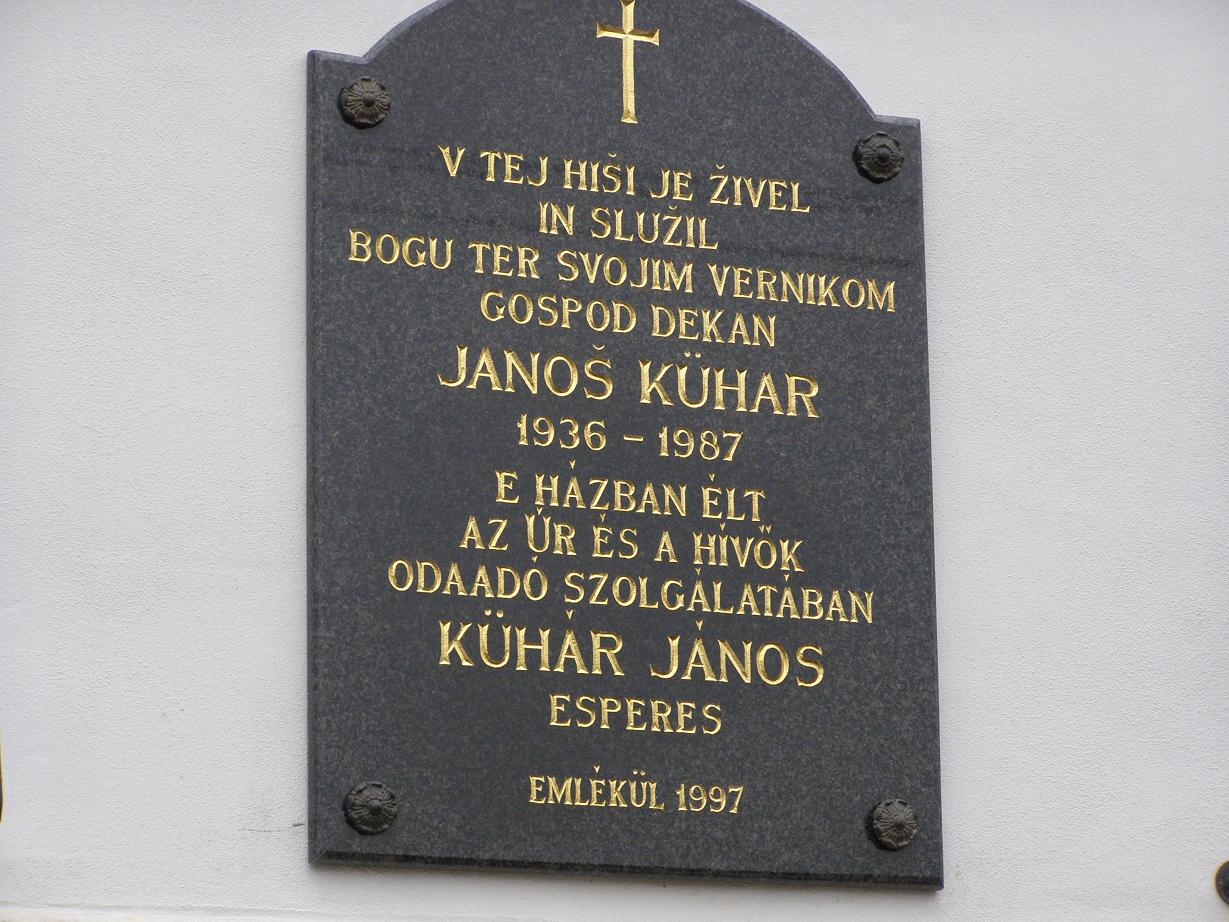
Kühár János emléktáblája a ma vendégfogadóvá alakított hajdani parókia falán
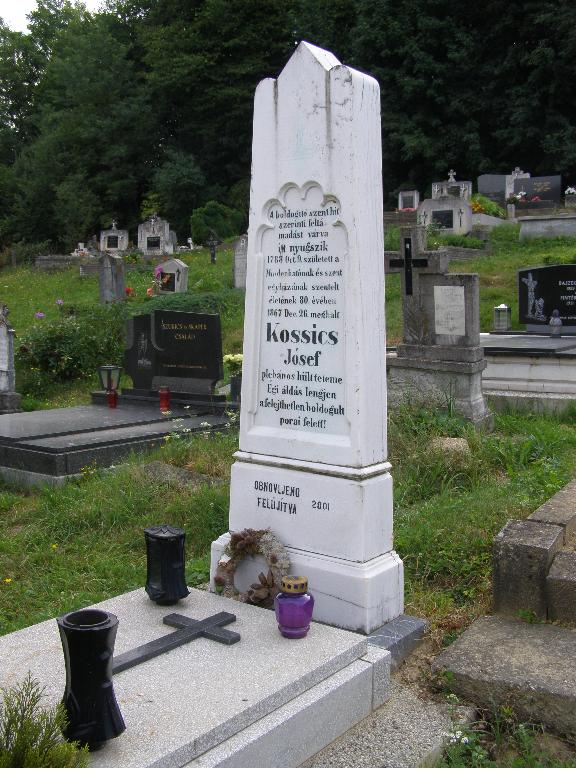
A falu leghíresebb plébánosának és a magyarországi szlovénok egyik leghíresebb írójának, Kossics Józsefnek a síremléke a temetőben.
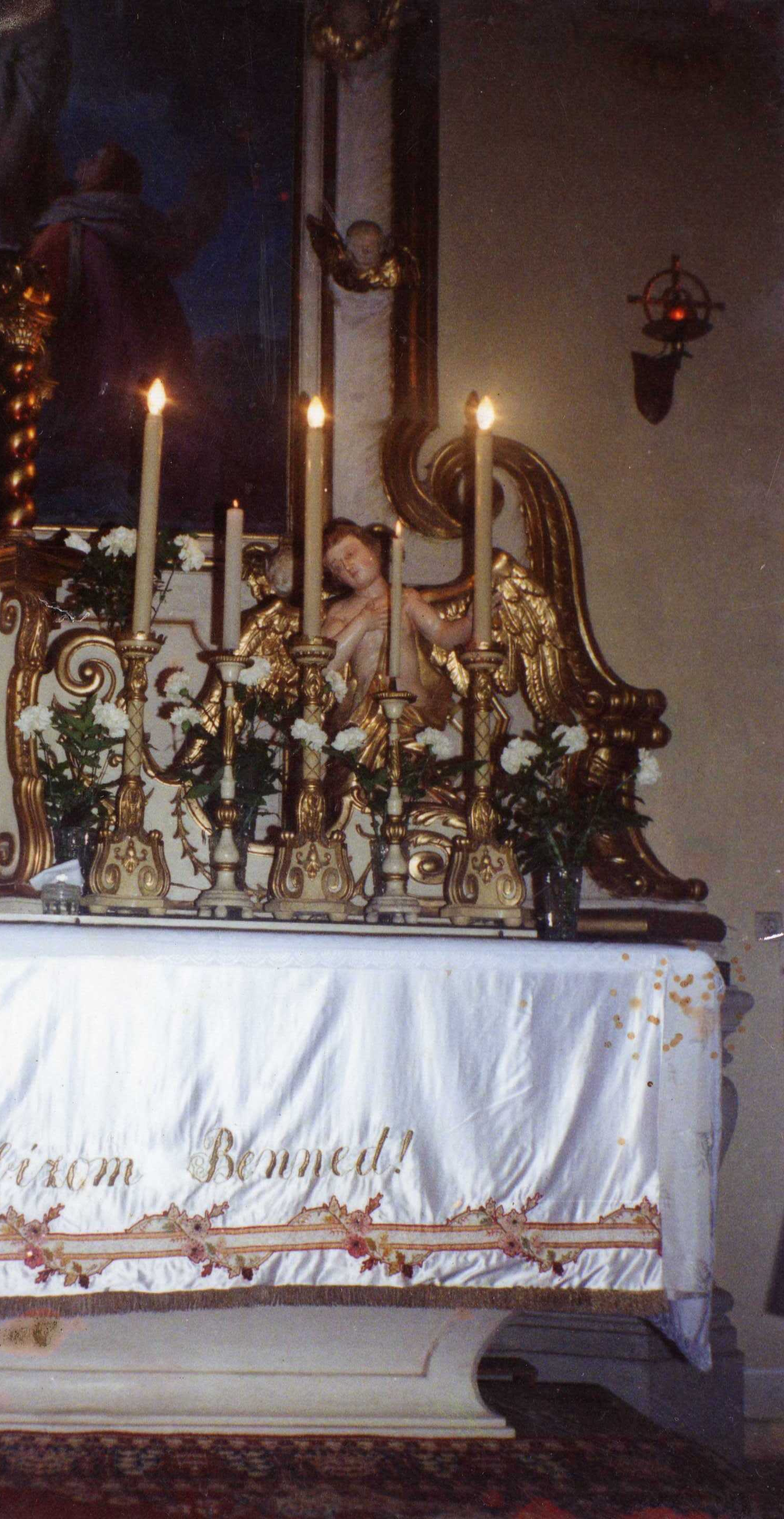
Az oltár egy része
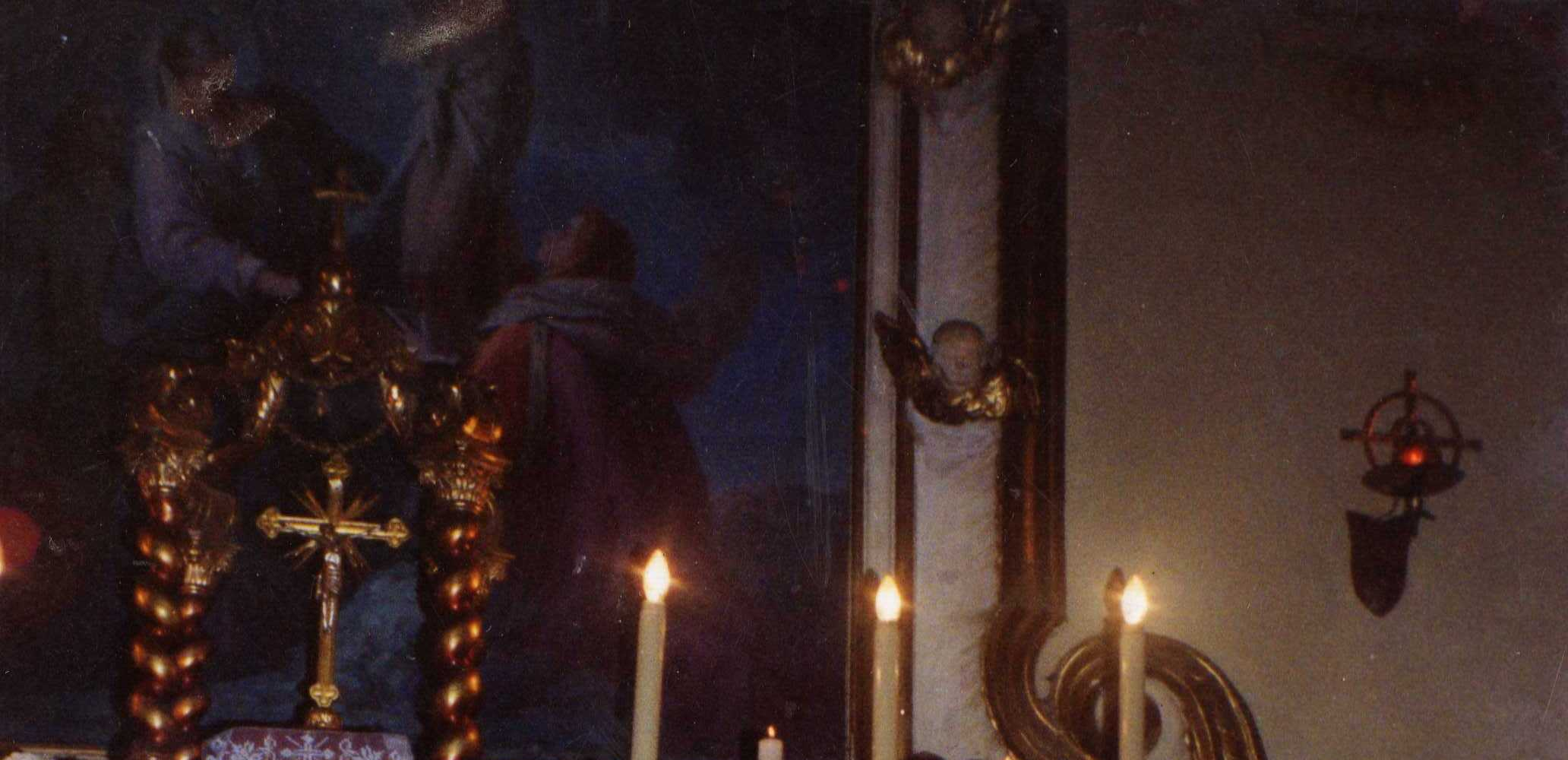
Az oltár egy része

## Külső hivatkozások
- A felsőszölnöki plébánia hivatalos honlapja